# 네아에페소스

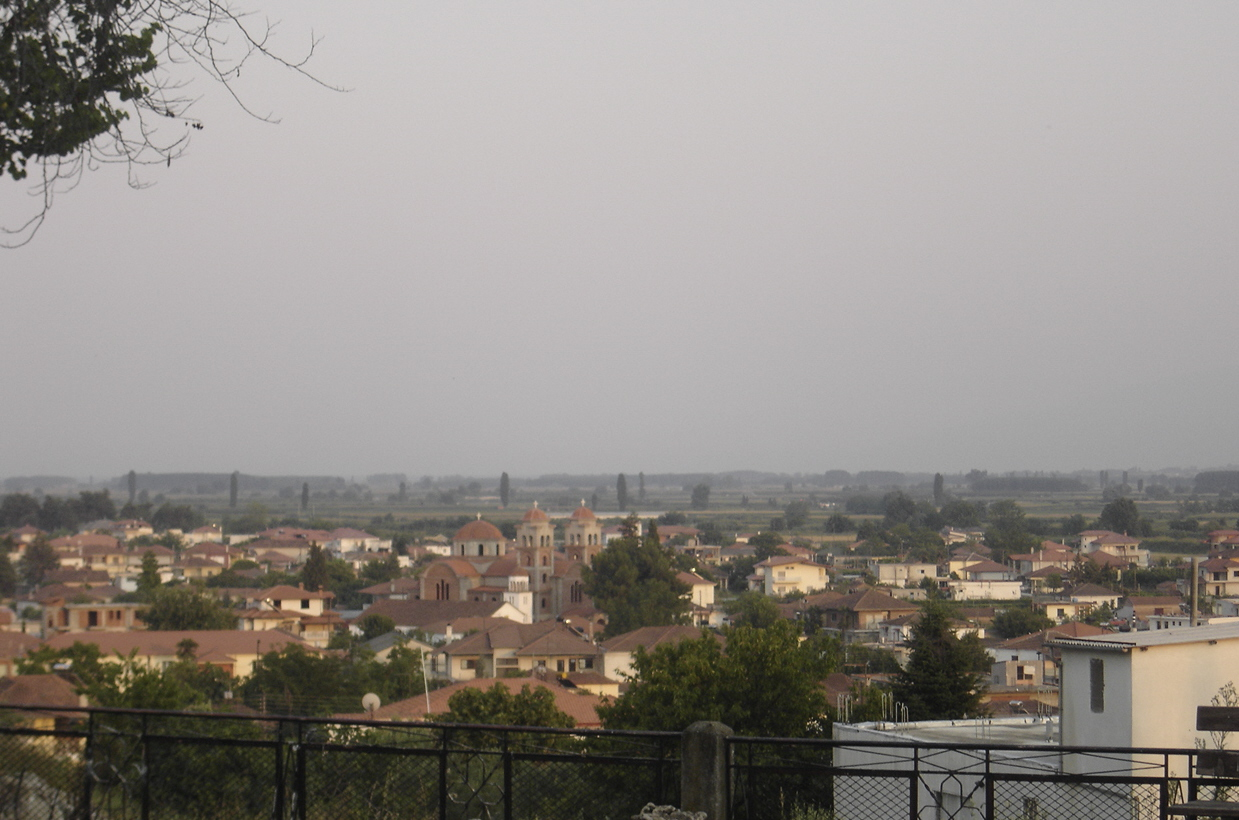
네아에페소스

네아에페소스(그리스어: Νέα Έφεσος)는 그리스의 중앙마케도니아 주 피에리아 현(縣) 디오올림포스 군(郡)에 있는 마을이다.

## 개관
이전에는 스피(Σπι)라고 불렸다. 트리폰 에반겔리데스(Τρύφωνα Ευαγγελίδη)에 따르면, 1910년경에 이 마을의 인구는 230명이었다. . 1912년 그리스 왕국의 영토가 되었다.
1923년 그리스-터키 인구 교환이 일어나면서, 소아시아의 옛 에페소스(에베소) 지역에 살던 그리스인 실향민들이 1924년 1차, 1927년 2차로 이 곳에 정착했다. 1926년 스투피(Στουπί)라는 이름으로 바뀌었고, 최종적으로 1953년에 Νέα Έφεσος(새로운 에페소스(에베소))라는 이름이 이 마을에 붙여지게 되었다.
2007년 기상 관측소가 세워졌다.

## 인구
2011년 현재 인구는 1,564명이다.